# Sérgio Galdino
Sérgio Vieira Galdino (née le 7 mai 1969 à Armazém) est un athlète brésilien, spécialiste de la marche. Durant sa carrière, il a participé trois fois aux Jeux Olympiques et six fois aux Championnats du monde en extérieur. Il a par ailleurs remporté quatre médailles d'or au championnat d'Amérique du Sud.

## Biographie

### Débuts
Il débuta la marche en 1985, sous l'influence d'un ami. Habitué aux épreuves de longues distances, il se familiarisa facilement aux style vacillant de la marche. 
En 1988, il prend la huitième place des championnats du monde juniors à Sudbury au Canada sur 10 000 m marche.

### Carrière
En 1989, il remporte le premier de ces quatre titres aux Championnats d'Amérique du Sud sur 20 km marche. Il remporte l'épreuve disputée à Medellín en 1 h 24 min 51 s.
En 1991, il remporte les Championnats d'Amérique du Sud sur 20 km et participe aux championnats du monde de Tokyo où il prend la vingt cinquième place sur cette même épreuve.
En 1993, il prend la cinquième place des séries des Championnats du monde en salle à Toronto du 5 000 m en établissant un nouveau record d'Amérique du Sud en 19 min 28 s 87. Il est disqualifié lors de la finale qui a lieu le lendemain. Aux Championnats du monde de Stuttgart, il prend la sixième place du 20 km en 1 h 23 min 52 s
En 2005, il termine troisième de la Coupe panaméricaine de marche sur 20 km disputée à Lima. En août, il participe à ses sixièmes championnats du monde à Helsinki et prend la quinzième place du 20 km en 1 h 23 min 03 s.
En 2006, il prend la troisième place des Championnats ibéro-américains à Ponce sur l'île de Porto Rico sur 20 000 m marche.

### Reconversion
Il est devenu vice-président de la fédération d'athlétisme de l'état de Santa Catarina et cadre technique de l'équipe brésilienne de marche.

## Palmarès
| Date | Compétition                    | Lieu          | Résultat | Épreuve         | Marque             |
| ---- | ------------------------------ | ------------- | -------- | --------------- | ------------------ |
| 1988 | Championnats du monde junior   | Sudbury       | 8e       | 10 000 m marche | 43 min 04 s 29     |
| 1989 | Championnats d'Amérique du Sud | Medellín      | 1er      | 20 km           | 1 h 24 min 51 s    |
| 1991 | Championnats d'Amérique du Sud | Manaus        | 1er      | 20 km           | 1 h 26 min 26 s    |
| 1991 | Championnats du monde          | Tokyo         | 25e      | 20 km           | 1 h 25 min 20 s    |
| 1992 | Jeux Olympiques                | Barcelone     | 27e      | 20 km           | 1 h 33 min 32 s    |
| 1993 | Championnats du monde          | Stuttgart     | 6e       | 20 km           | 1 h 23 min 52 s    |
| 1995 | Championnats du monde          | Göteborg      | 19e      | 20 km           | 1 h 26 min 53 s    |
| 1996 | Jeux Olympiques                | Atlanta       | 26e      | 20 km           | 1 h 25 min 14 s    |
| 1997 | Championnats d'Amérique du Sud | Mar del Plata | 2e       | 20 000 m marche | 1 h 23 min 28 s 06 |
| 1997 | Championnats du monde          | Athènes       | 20e      | 20 km           | 1 h 25 min 50 s    |
| 1999 | Championnats d'Amérique du Sud | Bogota        | 1er      | 20 000 m marche | 1 h 31 min 01 s 68 |
| 2003 | Championnats d'Amérique du Sud | Barquisimeto  | 1er      | 20 000 m marche | 1 h 25 min 54 s 02 |
| 2003 | Championnats du monde          | Paris         | 24e      | 20 km           | 1 h 26 min 46 s    |
| 2004 | Jeux Olympiques                | Athènes       | 26e      | 50 km           | 4 h 05 min 02 s    |
| 2005 | Championnats du monde          | Helsinki      | 15e      | 20 km           | 1 h 23 min 03 s    |

## Records
| Épreuve                 | Temps           | Date            | Lieu             | Note                      |
| ----------------------- | --------------- | --------------- | ---------------- | ------------------------- |
| 5 000 m marche en salle | 19 min 28 s 87  | 13 mars 1993    | Toronto          | Records d'Amérique du Sud |
| 10 000 m marche         | 43 min 04 s 29  | 29 juillet 1988 | Sudbury          |                           |
| 20 km marche            | 1 h 19 min 56 s | 14 mai 1995     | Eisenhüttenstadt |                           |
| 50 km marche            | 3 h 58 min 58 s | 26 avril 2003   | Porto Alegre     |                           |